# Джарек (Mortal Kombat)
Джарек (англ. Jarek) — персонаж серії Mortal Kombat, який вперше з'явився в Mortal Kombat 4.

## Біографія

### Оригінальна хронологія
Джарек вважається останнім членом клану Кано, Чорний Дракон, Джарек вистежує агент Загону особливого призначення, Соня Блейд, за злочини проти людства. З появою набагато більшого зла, Соня фокусує свою силу на новому загрозливому Куан Чі. Джарек тепер виявляється борються разом з Сонею і воїнами Землі, щоб допомогти перемогти злого старшого бога Шіннока.

### Нова хронологія
Джарек, який є членом клану Чорний Дракон, разом з Тасіей здійснюють наліт на клуб, де проводяться підпільні бої без правил. Їх головна мета — захопити дочка Джонні Кейджа, Кейсі Кейдж. Кессі і її подруга, дочка Джекса, Джекі Бріггс намагаються втекти від них, але на їх шляху відкривається портал, який затягує їх всередину.

## Спецприйоми
Потрійне ЛезоДжарек кидає метальну зброю в свого супротивника. (MK4, MKG)
Літаючі ногиприкріпивши себе до землі мотузкою, Джарек відштовхується в бік противника, летячи на нього вперед ногами. (MKA)
Хитрий обманДжарек виробляє захоплення після якого він штовхає ворога і завдає йому удар в спину. (MKA)

### Добивання
Удар бандитаДжарек б'є супротивника ногою в коліно, ламаючи йому ногу. (MK4, MKG)
Виривання серцяДжарек вириває з грудей противника серце. Це Фаталіті запозичене у Кано. (MK4, MKG)

## Бос в Mortal Kombat: Special Forces
Джарек з'являється босом на третьому рівні гри Mortal Kombat: Special Forces. Він може жбурляти в противника ножі і паралізують сфери.

## Поява в інших медіа

### Комікси
Джарек з'явився в офіційному коміксі Mortal Kombat 4, який поставлявся разом з деякими версіями гри. У ньому Соня вистежила Джарек і воювали з ним на даху будівлі в Шанхаї. Джарек вдалося втекти, використовуючи свій мотоцикл.
Джарек з'являється в п'ятому випуску коміксу Mortal Kombat X.